# Міжштатна автомагістраль 55
Міжштатна автомагістраль 55 (Interstate 55, I-55) — головна міжштатна автомагістраль у центральній частині США довжиною 964,25 миль (1551,81 км). Як і більшість міжштатних автомагістралей, які закінчуються п’ятіркою, це основний маршрут, що пролягає з півночі на південь і з’єднує Мексиканську затоку з Великими озерами. Шосе проходить від Лапласа, штат Луїзіана, на I-10 до Чикаго, штат Іллінойс, на US Route 41 (US 41, Lake Shore Drive), на McCormick Place. Основними містами, до яких з’єднується I-55, є (з півдня на північ) Новий Орлеан Луїзіана, Джексон Міссісіпі, Мемфіс Теннессі, Сент-Луїс Міссурі і Чикаго Іллінойс.
Ділянка I-55 між Чикаго та Сент-Луїсом була побудована як альтернативний маршрут для американського маршруту 66 (US 66). Міждержавна автомагістраль двічі перетинає річку Міссісіпі: один раз у Мемфісі, а потім у Сент-Луїсі.

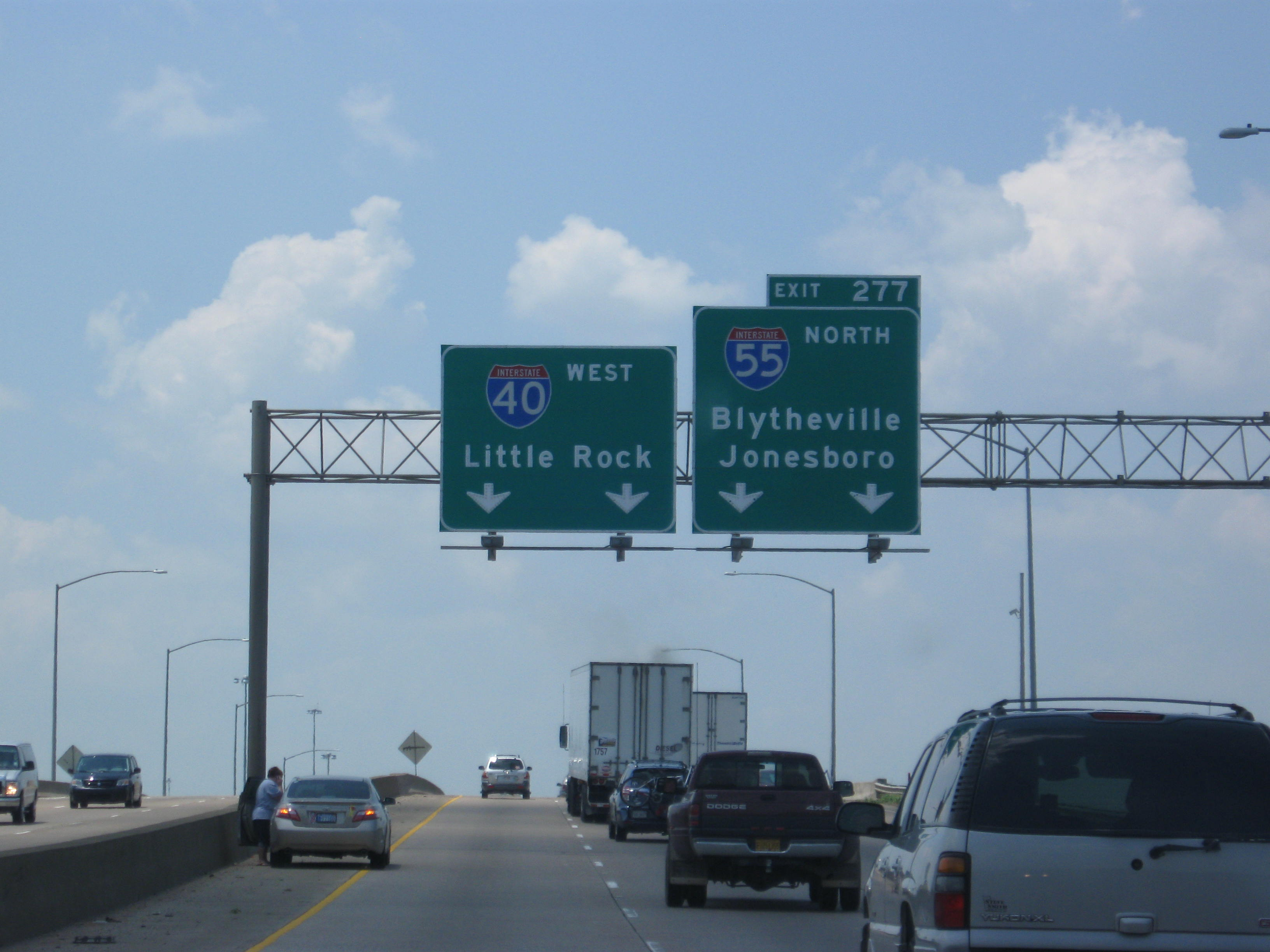
I-55 відділяється від I-40, у Західному Мемфісі, і прямує на північ до Джонсборо та кордону з Міссурі.

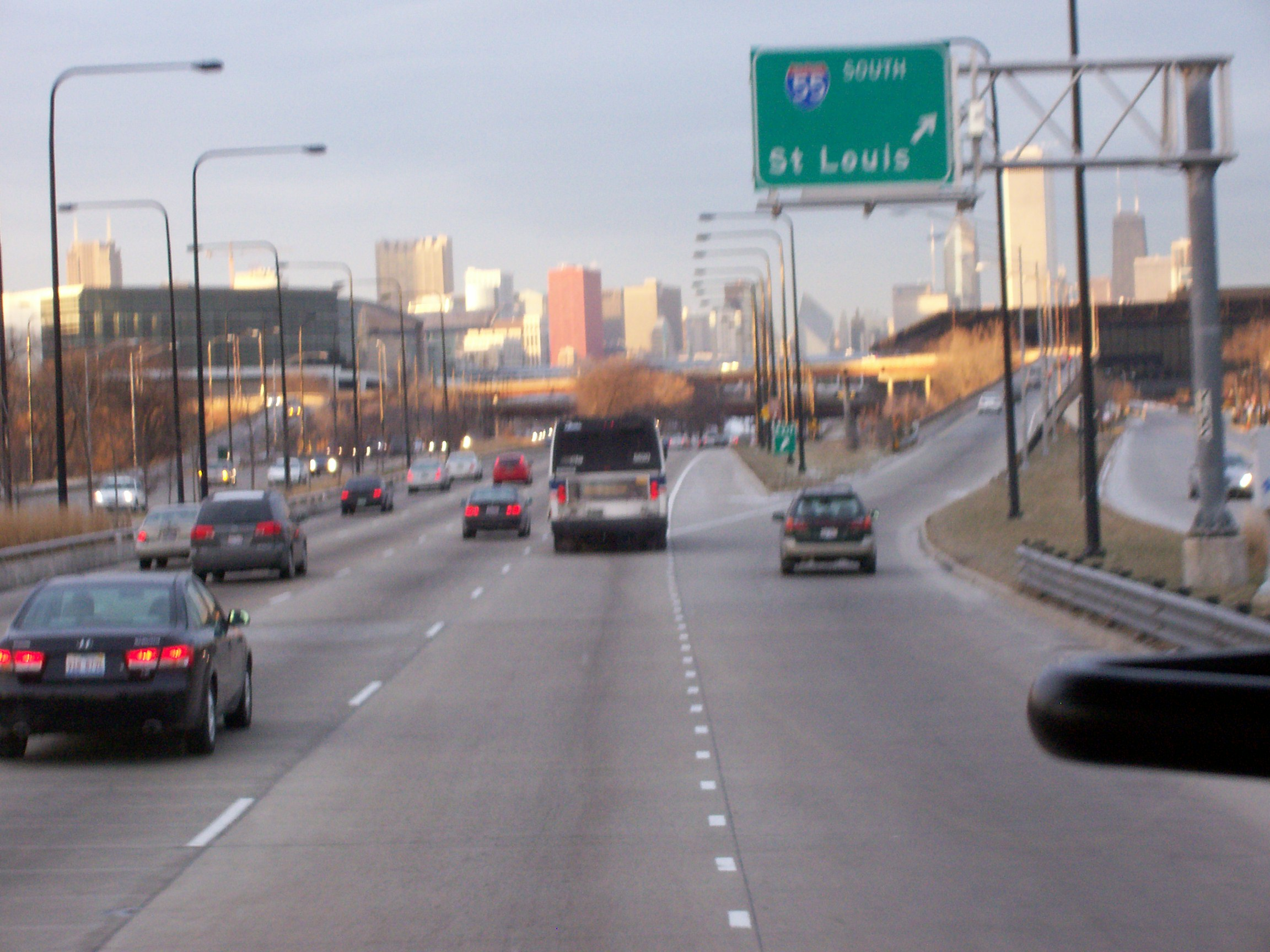
Північний кінець траси біля Lake Shore Drive/US 41 у Чикаго.

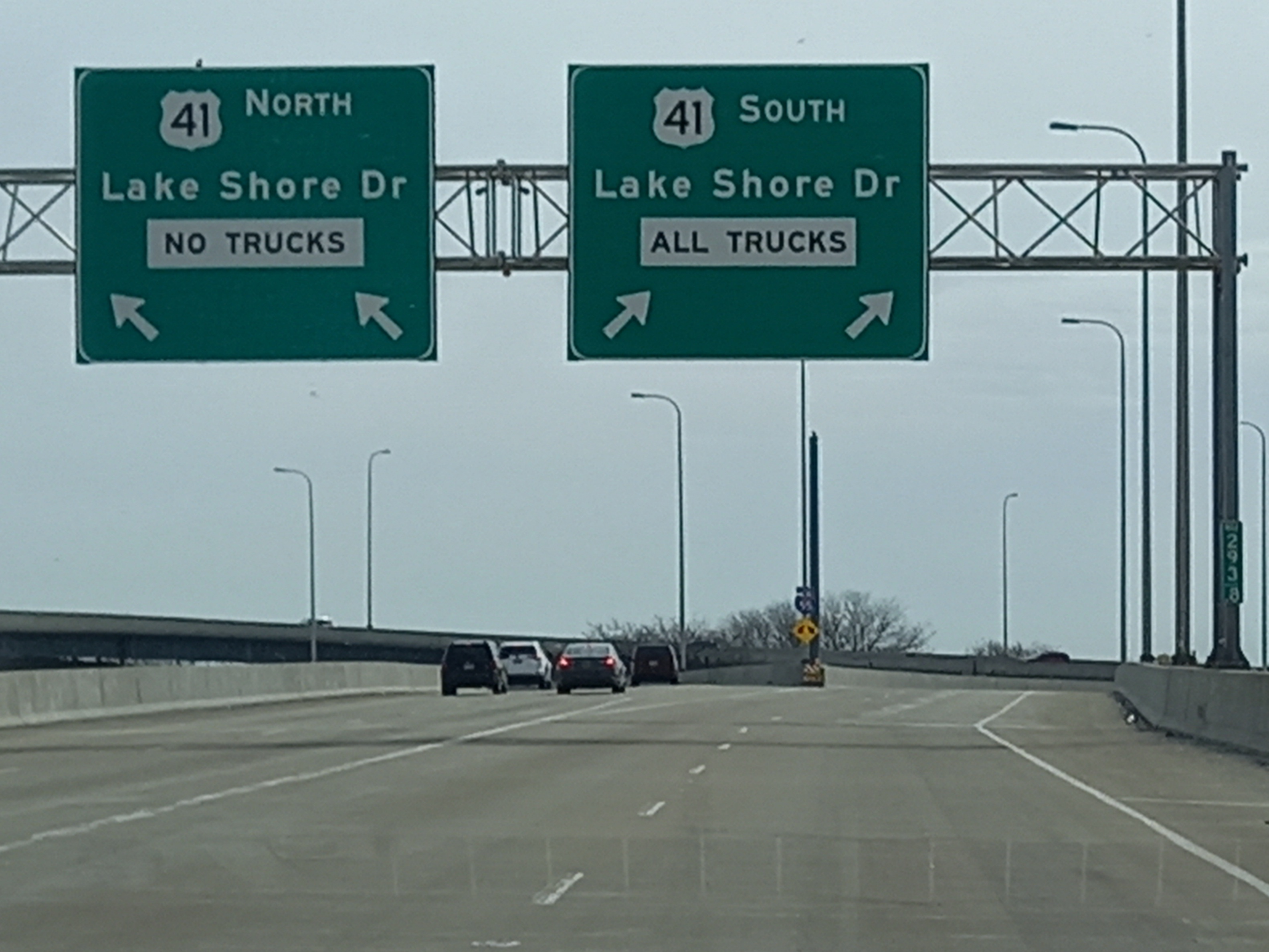
Міжштатна автомагістраль 55 у Чикаго, штат Іллінойс, закінчується на території США. Розв'язка траси 41.

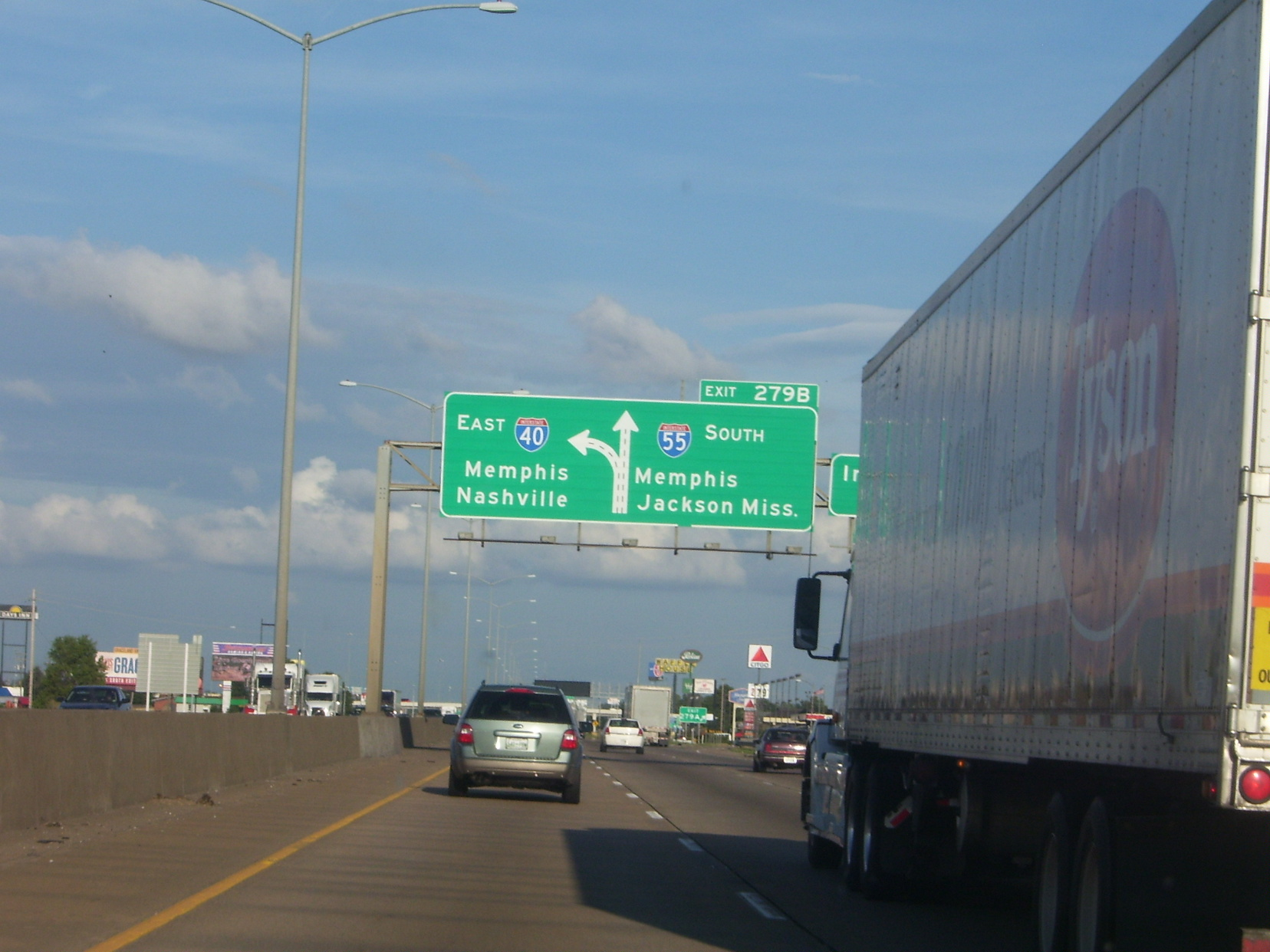
Діаграматичний знак, що сповіщає про майбутній розрив між I-40 і I-55 у Західному Мемфісі, Арканзас.

## Історія
Коли стало зрозуміло, що потрібна національна система автомагістралей, Закон про федеральну допомогу автомагістралям 1956 року передбачив будівництво автомагістралі на заміну старої магістралі США 66, якою проходив I-55. I-55 спочатку був побудований у 1960-х роках, щоб продовжити ділянку US 66 між I-294 і Гарднером, яка була перетворена на автомагістраль і мала вказівники між штатами, встановлені в 1960 році. Протягом решти 1960-х років I-55 було побудовано частинами по всьому Іллінойсу, зрештою з’єднавши Сент-Луїс із Чикаго, де він став четвертим прямим маршрутом між ними. Коли вона йде на південь, більша частина міжштатної автомагістралі була спеціально побудована в 1960-х і 1970-х роках. Уся довжина була завершена в 1979 році.

## Опис маршруту

### Луїзіана
У Луїзіані I-55 пролягає майже 66 миль (106 км) з півдня на північ, від I-10 поблизу Лапласа (25 миль (40 км) на захід від Нового Орлеана) до межі штату Міссісіпі біля Кентвуда. Приблизно третина відстані складається з мосту через болото Манчак, майже 23-мильної (37-кілометрової) дамби, яку часто називають третім за довжиною віадуком у світі.

### Міссісіпі
У Міссісіпі магістраль I-55 пролягає 290,5 миль (467,5 км) від кордону Луїзіани біля Осики до Саутхейвена на кордоні Теннессі, на південь від Мемфіса, Теннессі. Варті уваги міста та селища, через які проходить I-55 або поблизу яких пролягає Брукхейвен, МакКомб, Джексон і Гренада. Це шосе йде паралельно US 51 на своєму шляху приблизно через центр Міссісіпі. Вісім миль (13 км) від Ернандо до межі штату Теннессі збігаються з новою трасою I-69.

### Теннессі
-55 у штаті Теннессі повністю лежить у межах міста Мемфіс, проходячи через південну та західну частини міста та забезпечуючи об’їзд центру міста для автомобілістів, які не хочуть їхати через центр міста I-240 та I-40, щоб перетнути річку Міссісіпі. . Західна частина цього шосе, яке проходить через індустріалізовану частину міста, містить численні мости з низьким просвітом, а також дуже щільний поворот на 270 градусів на північ на бульварі Крамп. Департамент транспорту штату Теннессі (TDOT) наразі має проект покращення розв’язки для цієї частини. Тому рух великовагових вантажівок, що прямують до та з Арканзасу в цьому районі, спрямовано в об’їзд через I-240 та I-40.
Для ділянки міжштатної автомагістралі Теннессі звичайне національне обмеження швидкості на автостраді 70 миль/год (110 км/год) зменшено до 65 миль/год (105 км/год).

### Арканзас
I-55 в’їжджає в Арканзас із Теннессі, перетинаючи річку Міссісіпі по Мемфісько-Арканзаському мосту. Він перекриває I-40 приблизно на 2,8 милі (4,5 км) у Західному Мемфісі. Після відділення від I-40 I-55 повертає на північ і проходить разом із US 61, US 63 і US 64 до виїзду US 64 через Маріон. I-55/US 61/US 63 продовжується на північ через округ Кріттенден через сільські ферми дельти Арканзасу, включаючи розв’язку з I-555/US 63 у Турреллі. I-55 проходить через Блайтвілль, де має перехрестя з шосе 18 (AR 18) перед в'їздом у Міссурі.[4] I-55 йде паралельно US 61 на своєму шляху через Арканзас, який він продовжує робити після перетину в Міссурі.

### Міссурі
Міссурі, I-55 пролягає від південно-східної частини штату, на кордоні з Арканзасом, до Сент-Луїса. У цьому місті I-44 зливається з I-55, а потім I-64 (на мосту Poplar Street), коли перетинає річку Міссісіпі в Іллінойсі.
Серед міст і містечок, які обслуговує I-55 у Міссурі, є Сайкстон, Кейп-Жірардо та Сент-Луїс.
Як зазначалося вище, I-55 пролягає паралельно US 61 протягом більшої частини свого шляху через штат Міссурі, від кордону Арканзасу до південної частини округу Сент-Луїс.

### Іллінойс
Через Іллінойс I-55 здебільшого повторює трасу 1940 року колишньої US 66, тепер Історичної US 66 (Illinois Route 66 Scenic Byway). Він пролягає від мосту Поплар Стріт у Східному Сент-Луїсі до US 41 у Чикаго, проходячи навколо столиці штату Спрінгфілд і району метро Блумінгтон-Нормал.
У Іллінойсі I-55 має кілька назв. Біля розгалуження I-270/I-70 її називають автострадою Пола Саймона на честь колишнього сенатора США Пола Саймона, який розпочав свою політичну кар’єру в цьому регіоні. Далі на північ, між районом Сент-Луїса та Спрінгфілдом, I-55 називається швидкісною дорогою Вінса Демузіо на честь колишнього сенатора штату Іллінойс Вінса Демузіо. Нарешті, в районі Чикаго між розв'язкою I-80 біля Joliet і східною кінцевою станцією I-55 на US 41 (Lake Shore Drive) у Чикаго, швидкісна дорога називається Adlai E. Stevenson Expressway на честь колишнього губернатора Іллінойсу Адлая Е. Стівенсон II, який був двічі кандидатом від Демократичної партії на пост Президента Сполучених Штатів, а також послом США в ООН за президентів Джона Ф. Кеннеді та Ліндона Б. Джонсона. У липні 2018 року відрізок автомагістралі I-55 від I-294 до мілмарка 202 біля Понтіака було перейменовано на Президентську швидкісну автостраду Барака Обами.